# Friedrich Krause (Verleger)
Friedrich Krause (geboren 16. Dezember 1897 in Leipzig; gestorben 13. Mai 1964 in Lausanne) war ein deutscher Verleger.

## Leben
Friedrich Krause war ein Sohn des Vorarbeiters Rudolf Krause. Er war in erster Ehe mit Elisabeth Seidel verheiratet und 1933 in zweiter mit Rita Maas, die US-amerikanische Physikochemikerin Sonja Krause (1933–2021) ist eine Tochter. Krause studierte Politologie und Zeitungswissenschaften an der Universität Leipzig und arbeitete anschließend als Bankangestellter. Ab 1929 war er Lokalredakteur bei der Neuen Leipziger Zeitung und wurde nach der Machtübergabe an die Nationalsozialisten 1933 entlassen. 
Krause floh im Oktober 1933 nach Bregenz, 1937 wurde er von den Nationalsozialisten ausgebürgert. Er wurde Miteigentümer des Europa Verlags in Zürich und arbeitete als Lektor für Oprecht & Helbling, dadurch hatte er viele Kontakte zu politischen Emigranten. Krause gründete die Sektion Ostschweiz der Paneuropa-Bewegung. Im Herbst 1937 verlegte Krause seinen Wohnsitz in die Schweiz. Im November 1938 ging er als Vertreter des Europa-Verlags sowie des Jean-Christophe-Verlags, Humanitas-Verlags und des Luzerner Vita Nova Verlags nach New York City.  
In den USA gründete er eine Buchhandlung und einen eigenen Verlag und leitete in New York das Free German Literature Center. Er gab die Reihe „Dokumente des anderen Deutschlands“ heraus, in der er Anfang 1945, noch vor Kriegsende, das Politische Testament Goerdelers herausbrachte. 
In den 1950er Jahren kehrte er nach Deutschland zurück und wurde Inhaber des Bollwerk-Verlags und des Frankfurter Brückenbauer-Verlags. Er hielt Vorträge in Volkshochschulen und Amerikahäusern und beriet die Arbeitsgemeinschaft Demokratischer Kreise. Zuletzt lebte er in Lausanne.

## Schriften (Auswahl)

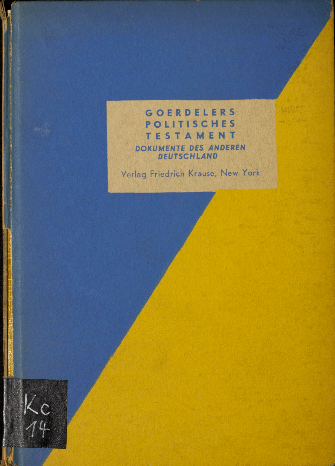
Goerdelers politisches Testament (1945)

- (Hrsg.): Goerdelers politisches Testament. New York 1945 SUB Hamburg